# Contre-la-montre masculin aux championnats du monde de cyclisme sur route 2004
Navigation
2003 2005
Le contre-la-montre masculin des championnats du monde de cyclisme sur route 2004 a lieu le 29 septembre 2004 à Vérone, en Italie. Il est remporté par l'Australien Michael Rogers.

## Classement
|                           | Coureur              | Pays        |    | Temps          |
| ------------------------- | -------------------- | ----------- | -- | -------------- |
| Médaille d'or, monde      | Michael Rogers       | Australie   | en | 57 min 30 s 12 |
| Médaille d'argent, monde  | Michael Rich         | Allemagne   | +  | 1 min 12 s 43  |
| Médaille de bronze, monde | Alexandre Vinokourov | Kazakhstan  | +  | 1 min 25 s 04  |
| 4                         | Gustav Larsson       | Suède       | +  | 1 min 34 s 47  |
| DSQ                       | David Zabriskie      | États-Unis  | +  | 1 min 36 s 86  |
| 6                         | Marzio Bruseghin     | Italie      | +  | 1 min 37 s 26  |
| 7                         | Marc Wauters         | Belgique    | +  | 1 min 56 s 33  |
| 8                         | Fabian Cancellara    | Suisse      | +  | 2 min 10 s 67  |
| 9                         | José Iván Gutiérrez  | Espagne     | +  | 2 min 23 s 12  |
| 10                        | Uwe Peschel          | Allemagne   | +  | 2 min 28 s 75  |
| 11                        | Andrea Peron         | Italie      | +  | 2 min 32 s 03  |
| 12                        | Brian Vandborg       | Danemark    | +  | 2 min 34 s 87  |
| 13                        | Bert Roesems         | Belgique    | +  | 2 min 36 s 17  |
| 14                        | Eddy Seigneur        | France      | +  | 2 min 41 s 66  |
| 15                        | David McCann         | Irlande     | +  | 2 min 44 s 82  |
| 16                        | Przemysław Niemiec   | Pologne     | +  | 2 min 59 s 58  |
| 17                        | Dmitri Semov         | Russie      | +  | 3 min 05 s 75  |
| 18                        | Ivaïlo Gabrovski     | Bulgarie    | +  | 3 min 16 s 39  |
| 19                        | Sergiy Matveyev      | Ukraine     | +  | 3 min 38 s 99  |
| 20                        | László Bodrogi       | Hongrie     | +  | 3 min 40 s 47  |
| 21                        | Frédéric Finot       | France      | +  | 3 min 42 s 63  |
| 22                        | Eric Wohlberg        | Canada      | +  | 3 min 48 s 56  |
| 23                        | Joost Posthuma       | Pays-Bas    | +  | 3 min 50 s 03  |
| 24                        | Ruslan Ivanov        | Moldavie    | +  | 3 min 54 s 66  |
| 25                        | Bradley McGee        | Australie   | +  | 4 min 08 s 28  |
| 26                        | Iván Parra           | Colombie    | +  | 4 min 11 s 82  |
| 27                        | Jean Nuttli          | Suisse      | +  | 4 min 15 s 61  |
| 28                        | Michael Blaudzun     | Danemark    | +  | 4 min 19 s 56  |
| 29                        | Víctor Hugo Peña     | Colombie    | +  | 4 min 22 s 63  |
| 30                        | Michal Hrazdira      | Tchéquie    | +  | 4 min 24 s 12  |
| 31                        | Marcus Ljungqvist    | Suède       | +  | 4 min 27 s 73  |
| 32                        | Svein Tuft           | Canada      | +  | 4 min 46 s 73  |
| 33                        | Gregor Gazvoda       | Slovénie    | +  | 4 min 57 s 56  |
| 34                        | Isidro Nozal         | Espagne     | +  | 5 min 02 s 64  |
| 35                        | Thomas Danielson     | États-Unis  | +  | 5 min 06 s 21  |
| 36                        | Benoît Joachim       | Luxembourg  | +  | 5 min 07 s 68  |
| 37                        | Denis Shkarpeta      | Ouzbékistan | +  | 5 min 31 s 26  |
| 38                        | David O'Loughlin     | Irlande     | +  | 5 min 32 s 24  |
| 39                        | Oleg Zhukov          | Russie      | +  | 5 min 45 s 49  |
| 40                        | Yuriy Krivtsov       | Ukraine     | +  | 5 min 48 s 08  |
| 41                        | Raivis Belohvoščiks  | Lettonie    | +  | 5 min 57 s 77  |
| 42                        | Krzysztof Ciesielski | Pologne     | +  | 6 min 07 s 43  |
| 43                        | Martin Prázdnovský   | Slovaquie   | +  | 6 min 48 s 92  |
| 44                        | Csaba Szekeres       | Hongrie     | +  | 7 min 19 s 98  |
| 45                        | Rafael Nuritdinov    | Ouzbékistan | +  | 7 min 52 s 57  |
| 46                        | Dean Podgornik       | Slovénie    | +  | 8 min 33 s 77  |
| disqualifié               | Bart Voskamp         | Pays-Bas    | +  |                |